# 히가시게조역
히가시게조역(일본어: 東下条駅)은 일본 니가타현 히가시칸바라군 아가정에 위치한 동일본 여객철도 반에쓰사이선의 철도역이다. 단선 승강장 1면 1선의 구조를 갖춘 지상역이다.

## 역 주변
- 국도 제49호선
- 반에쓰 자동차도 아가노가와 휴게소

## 역사
- 1951년 4월 : 일본국유철도의 구마와타리 가승강장으로서 개설.
- 1953년 1월 10일 : 역으로 승격해, 히가시게조역으로 개칭.
- 1973년 12월 1일 : 무인화.
- 1987년 4월 1일 : 일본국유철도 분할 민영화에 의해, 동일본 여객철도가 승계.
- 1995년 : 역사 개축.

## 인접 역
| 동일본 여객철도 ■ 반에쓰사이선 | 동일본 여객철도 ■ 반에쓰사이선 | 동일본 여객철도 ■ 반에쓰사이선 |
| ------------------------------ | ------------------------------ | ------------------------------ |
| 이가시마 고리야마 방면         | ■ 보통                         | 사키하나 니쓰 방면             |